# John Howard Van Amringe
John Howard Van Amringe, o Van Am com era sovint anomenat, (1835-1891) va ser un matemàtic nord-americà, que va ser fundador i primer president de l'American Mathematical Society.

## Vida i obra
Van Amringe és recordat per haver estat durant quatre anys (1896-1900) degà i president del Columbia College (des de 1912 Universitat de Colúmbia). Havia estudiat a Yale i a la pròpia Colúmbia. Des de 1860 va ser professor en aquesta institució, havent donat classes de les més diferents matèries: grec clàssic, llatí, història, química, matemàtiques.

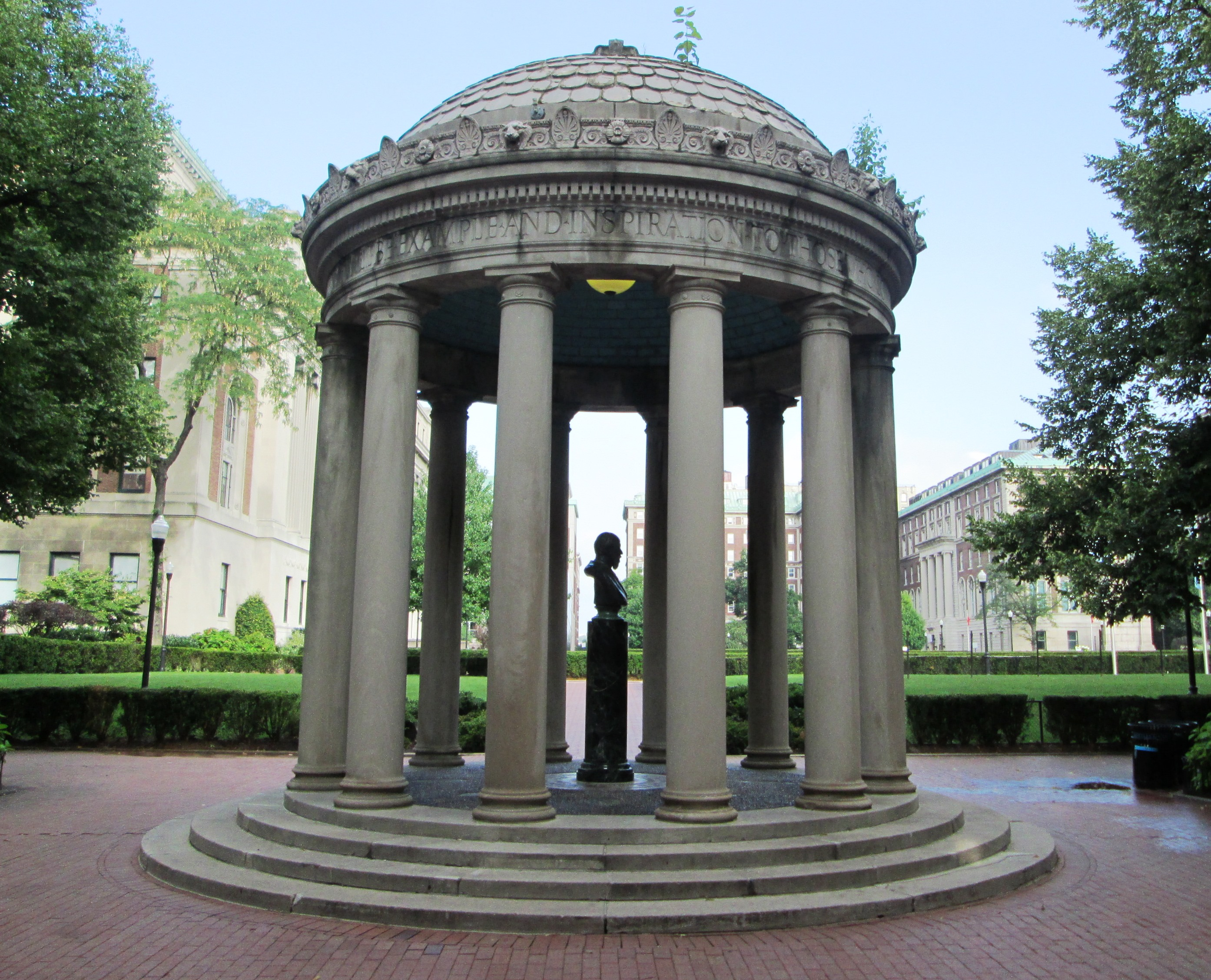
Memorial a van Amringe al campus de la Universitat de Colúmbia

No es va dedicar mai a la recerca o la publicació, però en un professor competent i molt estimat que es va dedicar a establir els mètodes i programes d'ensenyament de les matemàtiques a Columbia. També va ser fundador i membre del consell de la Societat Americana de Matemàtiques, impulsor de l'establiment de l'Escola de Mines de Columbia i autor d'una història del Columbia College.